# Rodolfo Lobos Zamora
Rodolfo Lobos Zamora (3 de junio de 1936 − 18 de abril de 1997) fue un militar y diplomático guatemalteco. Fue vicejefe de estado de Guatemala de 1983 a 1986 durante el gobierno de Óscar Humberto Mejía Víctores.

## Carrera militar
Lobos Zamora inició su carrera militar en la década de 1950, y fue enviado a estudiar en la Escuela de Infantería del Ejército de los Estados Unidos, de la cual se graduó en 1959, y luego en la Escuela Militar de Colombia, de la que se graduó en 1965. Posteriormente ascendió a la Comando de la base Mariscal Zavala en la Ciudad de Guatemala. Después del golpe de Estado que siguió a las elecciones de 1982 , él y sus compañeros coroneles César Augusto Cáceres Rojas y Héctor Gramajo Morales, otros dos oficiales guatemaltecos que habían estudiado contrainsurgencia tácticas en las escuelas militares extranjeras - creó el Plan Nacional de Seguridad y Desarrollo.
En octubre de 1983, Lobos Zamora fue nombrado jefe de Estado Mayor del Ejército de Guatemala, sucediendo a Héctor Mario López Fuentes.  Se esperaba que Lobos Zamora fuera ascendido a ministro de Defensa, pero después de que Vinicio Cerezo saliera victorioso en las elecciones de 1985, obligó a Lobos Zamora a retirarse del ejército y nombró a Jaime Hernández Méndez como ministro de Defensa..

## Carrera diplomática
En febrero de 1984, Lobos Zamora fue nombrado para el nuevo cargo como vicejefe de estado bajo Óscar Humberto Mejía Victores. Voló a Taipéi, Taiwán, ese año como representante oficial de su país en la inauguración de Chiang Ching-kuo a su segundo mandato como presidente de la República de China (ROC), demostrando los estrechos vínculos entre los dos anticomunistas gobiernos. Su oposición llevó a una demora de casi cinco años en los planes de la República de China para establecer relaciones con Belice: en 1984, cuando el entonces embajador de la República de China en Guatemala, Gene Loh, viajó a Belice para reunirse con William Quinto y el primer ministro George Price, Lobos Zamora, dieron a conocer su disgusto, y un agente de la CIA informó a Loh que si la República de China seguía adelante con sus planes, Guatemala podría romper las relaciones por completo.
En marzo de 1986, Lobos Zamora fue nombrado embajador de Guatemala en Panamá por el nuevo gobierno civil de Vinicio Cerezo. El Grupo de Apoyo Mutuo lo acusó de abusos contra los derechos humanos e intentó llevarlo a juicio, pero su nombramiento diplomático lo hizo inmune al enjuiciamiento. Durante el enfrentamiento de 1988 entre Manuel Noriega y Estados Unidos, Cerezo llamó con frecuencia a Lobos Zamora a Guatemala para brindar actualizaciones y discutir la situación; el gobierno guatemalteco prestó mucha atención a la situación y buscó actuar como mediador entre Panamá y Estados Unidos.